# Challenger de Modena 2023
El torneo Modena Challenger 2023 fue un torneo de tenis perteneció al ATP Challenger Tour 2023 en la categoría Challenger 75. Se trató de la 1ª edición; el torneo tuvo lugar en la ciudad de Modena (Italia), desde el 26 de junio hasta el 1 de julio de 2023 sobre pista de tierra batida al aire libre.

## Jugadores participantes del cuadro de individuales
| Favorito | País                            | Jugador         | Rank1 | Posición en el torneo |
| -------- | ------------------------------- | --------------- | ----- | --------------------- |
| 1        | Bandera de Argentina            | Federico Coria  | 90    | Cuartos de final      |
| 2        | Bandera de Brasil               | Thiago Monteiro | 95    | Segunda ronda         |
| 3        | Bandera de Estados Unidos       | Emilio Nava     | 210   | CAMPEÓN               |
| 4        | Bandera de República Checa      | Jakub Menšík    | 139   | Primera ronda         |
| 5        | Bandera de Francia              | Térence Atmane  | 238   | Cuartos de final      |
| 6        | Bandera de Argentina            | Renzo Olivo     | 239   | Segunda ronda         |
| 7        | Bandera de Bosnia y Herzegovina | Nerman Fatić    | 247   | Semifinales           |
| 8        | Bandera de Italia               | Gianluca Mager  | 250   | Primera ronda         |

- 1 Se ha tomado en cuenta el ranking del 19 de junio de 2023.

### Otros participantes
Los siguientes jugadores recibieron una invitación (wild card), por lo tanto ingresan directamente al cuadro principal (WC):
- Gianmarco Ferrari
- Marcello Serafini
- Federico Coria

Los siguientes jugadores ingresan al cuadro principal tras disputar el cuadro clasificatorio (Q):
- Rémy Bertola
- Francesco Forti
- Lucas Gerch
- Alibek Kachmazov
- Maks Kaśnikowski
- Julian Ocleppo

## Campeones

### Individual Masculino
- Emilio Nava derrotó en la final a  Titouan Droguet, 6–7(5), 7–6(6), 6–4.

### Dobles Masculino
- William Blumberg /  Luis David Martínez derrotaron en la final a  Roman Jebavý /  Vladyslav Manafov, 6–4, 6–4